# Biblioteca médica Harvey Cushing / John Hay Whitney
La Biblioteca médica Harvey Cushing / John Hay Whitney (Harvey Cushing and John Hay Whitney Medical Library ) es la biblioteca central de la Escuela de Medicina Yale , Yale School of Nursing , y del  Hospital Yale-New Haven en New Haven, Connecticut .

## Historia
La biblioteca fue construida en 1941 como una adición en forma de Y al Salón de Medicina Sterling diseñado por Grosvenor Atterbury con fondos de la herencia de John William Sterling . La biblioteca fue renovada y ampliada en 1990 con fondos de Betsey Cushing Whitney . Los arquitectos fueron Alexander Purves y Allan Dehar. Después de la renovación, la biblioteca recibió el nombre del padre de Betsey Cushing Whitney, Harvey Cushing , el neurocirujano pionero, graduado de Yale y profesor de Sterling , y de su esposo John Hay Whitney , empresario, graduado y filántropo de Yale. La biblioteca fue renovada nuevamente en 2019.

## Biblioteca histórica médica
La Biblioteca Histórica Médica fue fundada por Harvey Cushing , John F. Fulton y Arnold C. Klebs en 1941 y posee una colección de importancia internacional de libros antiguos y raros, manuscritos y otros materiales relacionados con la historia de la medicina.  Gran parte de la organización inicial fue realizada por Madeline Stanton , quien fue bibliotecaria allí desde 1949 hasta 1968. Entre sus tesoros se encuentran numerosos manuscritos raros medievales y renacentistas , incluidas obras de procedencia islámica y persa . Sus revisiones  de Hipócrates , Galeno , Vesalio , Robert Boyle , William Harvey y S. Weir Mitchell en ediciones históricas. La colección de estampas Clements C. Fry posee raras impresiones y dibujos de los últimos cuatrocientos años con ejemplos sobresalientes de James Gillray , George Cruikshank , William Hogarth , Honoré Daumier y otros.
La colección de pesas y medidas de Edward C. Streeter presenta una de las colecciones de pesas y medidas más completas geográfica e históricamente del mundo. La Biblioteca también alberga cientos de importantes colecciones de manuscritos y artículos de los últimos cuatro siglos. Algunas de sus colecciones individuales importantes incluyen: 
- Documentos de Harvey Cushing , Documentos de John Farquhar Fulton , Colección Charles Goff sobre Cristóbal Colón, Colección de imágenes del Hospital Histórico Grace Goldin , Documentos de Arnold C. Klebs, Colección Laetrile , Documentos de Averill W. Liebow , Meyer & Macia Friedman Colección de ADN, S. Wier MitchellDocumentos, Peter Parker Papers y Lam Qua Portraits, Ivan P. Pavlov Papers, Herbert Thoms Papers, GD Hsiung Papers y Tobacco Advertisement Collection.

## Colecciones y servicios
Las colecciones de la biblioteca cubren la medicina clínica y sus especialidades, las ciencias preclínicas, la salud pública, la enfermería y campos relacionados. También incluyen los fondos distinguidos de la Biblioteca Histórica. La biblioteca ahora tiene más de 416 000 volúmenes. A partir de 2016, la biblioteca brindó a los usuarios de Yale acceso a más de 23 000 revistas en línea en las ciencias de la salud, así como herramientas de bioinformática , herramientas de referencia clínica en el punto de atención y software de revisión sistemática.  La biblioteca alberga una amplia colección de videos instructivos en línea gratuitos sobre temas que incluyen la búsqueda en bases de datos, la gestión de citas, la medicina basada en la evidencia y el impacto de la investigación.

## El Centro Cushing
El Centro Cushing, ubicado dentro de la biblioteca, sirve como museo dedicado a la vida y obra del Dr. Cushing. Contiene una colección de muestras de tumores cerebrales de los pacientes del Dr. Cushing, fotos de los pacientes, una variedad de documentos personales y recuerdos relacionados con Cushing y algunos de los aspectos más destacados de las colecciones especiales de la Biblioteca Histórica Médica. Está abierto al público para su visita, con visitas guiadas semanales y visitas en grupo disponibles bajo petición.